# Волгоградский троллейбус
Волгогра́дский тролле́йбус — система троллейбусного движения в Волгограде, открытая 31 декабря 1960 года.
Эксплуатируется организацией МУП «Метроэлектротранс».

## История

### Советский период
Троллейбусное движение в Сталинграде открылось в канун Нового 1961 года. Первая троллейбусная линия соединила вокзал с площадью Возрождения. Позже эту линию продлили до завода «Красный Октябрь». Протяженность ее составила 15,7 километров.
В мае 1961 года открылось троллейбусное депо. До этого троллейбусы отстаивались у вокзала и охранялись водителями. Парк состоял всего из 20 троллейбусов типа МТБ-82.
В 1962 году троллейбусы дошли до школы № 12 в Тракторозаводском районе. В 1964 году состоялось открытие второго маршрута «Вокзал — Улица КИМ», а маршрут 1 дошёл до площади им. Дзержинского. Уже в 1965 году единица была продлена до Нижнего посёлка ВГТЗ, маршрут 2 — до остановки «Площадь им. Куйбышева».
За пять лет, с 1961 по 1965 год, перевозка пассажиров и валовой доход троллейбуса увеличились в четыре раза, а троллейбусный парк в пять раз. В 1969 году был открыт троллейбусный маршрут 3 «ЗКО — Нижний посёлок ВГТЗ».
В 1960-е годы в Волгограде открывались все новые и новые троллейбусные маршруты (в том числе два маршрута в Красноармейском районе). Увеличивались перевозки пассажиров. В связи с возросшими требованиями в системе энергоснабжения построены две новые тяговые подстанции: на Дар-горе в Ворошиловском районе и в Северном посёлке Краснооктябрьского района, а также смонтирована собственными силами передвижная тяговая подстанция.
Появление в городе троллейбуса было радостным событием, но и сложностей у нового вида транспорта оставалось немало, — он работал ненадёжно. Главная проблема заключалась в том, что руководители города и области активно занимались троллейбусным транспортом только до момента торжественного открытия его движения. После преимущественный интерес к данному виду транспорта пропал, например троллейбусное депо № 4 в Краснооктябрьском районе имело только голые стены и крышу, в агрегатно-заготовительных цехах не хватало оборудования, контактные сети были смонтированы на жёсткой подвеске, что способствовало частому выпадению штанг токоприёмников и созданию аварийных ситуаций на дорогах, в целом — остановке движения.
Ещё в начале 1960-х годов в Волгоградском трамвайно-троллейбусном управлении стали переходить на новые графики работы с двумя выходными для водителей и кондукторов, с обеденными перерывами и принципиально новыми расписаниями движения с учётом каждого часа суток — так называемым поездным расписанием. В это же время начался бескондукторный, а потом и бескассовый метод обслуживания пассажиров на горэлектротранспорте. Волгоград был в числе пионеров этого движения в стране среди таких городов, как Саратов, Самара, Ижевск, Орел, Краснодар. Время требовало пересмотра самой организации труда. Кроме добросовестности и энтузиазма для достижения лучших результатов требовались инженерный расчёт, научная мысль, прогрессивное мышление.
В 1970-е годы служба движения стала обособленной. Водители и кондукторы перешли в подчинение своих депо, а инженеры-движенцы занимались составлением расписаний и в целом организацией перевозочного процесса в соответствии с требованиями времени.
В 1970—1980-е годы были построены и введены в эксплуатацию новые троллейбусные линии, соединяющие центр города с его отдалёнными районами: Спартановка, Рыбокомплекс.
В 1973 году в троллейбусное депо поступили новые троллейбусы ЗиУ-9.
В 1991 году введена в строй новая троллейбусная линия по ул. Качинцев, ул. Московской, бульвару 30-летия Победы и ул. Константина Симонова до 33 школы. По новой линии запущен маршрут № 14: Проспект Ленина — Улица Симонова. 19 декабря 1992 года линия была продлена до Больничного комплекса, туда был направлен новый маршрут № 15.

### Постсоветский период
В 1994 году в троллейбусное депо № 4 поступили первые шарнирно-сочленённые троллейбусы ЗиУ-6205 с тиристорно-импульсной системой управления.
В 1996 году построена троллейбусная линия от проспекта Ленина до речного вокзала. Открыт троллейбусный маршрут № 16, соединяющий речной и железнодорожный вокзалы.
Чтобы продлить срок службы подвижного состава, в 1996 году было принято решение об организации капитально-восстановительного ремонта трамваев и троллейбусов на волгоградском судостроительном заводе. При существовавшей тогда системе взаимозачётов и отсутствии «живых» денег это был единственно правильный путь. С 1996 по 2001 годы судостроительный завод отремонтировал 90 троллейбусов и 14 трамваев. Это сыграло положительную роль, так как частично решился вопрос обновления парка подвижного состава. Троллейбусное депо № 3 было практически полностью обновлено, на маршрутах депо № 1 и № 4 также появились модернизированные машины.
16 сентября 1997 года закрыт маршрут № 5, линия до ВЗТУ демонтирована.
В 1999 году МРПС преобразован в завод «ВЭТА» по ремонту трамваев и троллейбусов.
В сентябре 1999 года в Кировском районе города построены и введены в эксплуатацию изолированное троллейбусное депо № 6 и тяговая подстанция, открыто движение по изолированному маршруту 17.
В ноябре 2000 года троллейбусная линия от улицы Закавказской продлена до Госуниверситета. Открывшийся маршрут 18 вытеснил 17 маршрут.
До 2013 года маршрутная сеть активно развивалась и насчитывала 16 маршрутов, а количество троллейбусов превышало 300 единиц. Далее началось массовое сокращение системы. Вплоть до 2021 года полностью отсутствовало обновление подвижного состава, из-за высокой степени износа списано значительное количество троллейбусов. В 2016 году было закрыто троллейбусное депо в Красноармейском районе, в 2018 — в Кировском. В 2017 году троллейбусное депо № 1 было преобразовано в ремонтную базу (по факту использовалось для отстоя списанных троллейбусов перед их утилизацией), а впоследствии полностью ликвидировано. С 2015 по 2020 годы была полностью демонтирована линия по шоссе Авиаторов, по маршруту 6 в Красноармейском районе, по улицам Мира и Симбирцева, от проспекта им. Ленина до Речного вокзала и ЗКО, в 2020 году законсервирована линия от проспекта им. Ленина до железнодорожного вокзала, в 2022 году частично разобрана контактная сеть по маршруту 18 в Кировском и Советском районах. С 2017 по 2021 годы в состоянии консервации находилась линия от проспекта им. Ленина до Нижнего посёлка ВГТЗ.
В 2022 году возобновлено движение до Нижнего Тракторного посёлка, троллейбусный парк пополнился троллейбусами модели «БKM 32100D» с возможностью автономного хода, благодаря чему троллейбусы дошли до посёлка ГЭС, оптово-строительного рынка в микрорайоне Тулака и Жилгородка без постройки контактной сети.
В 2023 году в троллейбусный парк поступили первые троллейбусы модели «ВМЗ-5298.01» с возможностью автономного хода.

## Маршруты

### Действующие
По состоянию на сентябрь 2024 года в Волгограде работает 5 троллейбусных маршрутов, 4 из них обслуживаются троллейбусами с увеличенным автономным ходом (в таблице обозначены голубым цветом).
| №   | Конечные пункты                       | Примечание                   |
| --- | ------------------------------------- | ---------------------------- |
| 8А  | Инструментальный завод - Рынок Тулака | По 1-й продольной магистрали |
| 9   | Нижний посёлок ВгТЗ — Детский центр   | По 2-й продольной магистрали |
| 10  | Жилгородок — площадь Куйбышева        |                              |
| 10А | Жилгородок — Спартановка              | Открыт в 2018 г.             |
| 15А | Ул. Ессентукская — площадь Куйбышева  |                              |

### Закрытые
| №   | Конечные пункты                               | Дата закрытия         | Примечание |
| --- | --------------------------------------------- | --------------------- | --- |
| 1   | Детский центр— Нижний посёлок ВгТЗ            | 15 мая 2017 года      | |
| 1А  | Железнодорожный вокзал — площадь Титова       | Конец 1970-х годов    | |
| 2   | Железнодорожный вокзал — площадь Куйбышева    | 25 декабря 2015 года  | |
| 3   | Завод «Красный октябрь» — Нижний посёлок ВгТЗ | Октябрь 2012 года     | |
| 4   | Площадь Титова — Спартановка                  | 10 февраля 2000 года  | Перенумерован в № 8Р                                                                                              |
| 5   | ВЗТУ — Набережная                             | 16 сентября 1997 года | |
| 6   | АО «Каустик» — Набережная                     | 19 февраля 2016 года  | |
| 7   | Рыбокомплекс — проспект Ленина                | 31 июля 2014 года     | |
| 7Д  | Рыбокомлпекс — площадь Возрождения            | 2003 год              | |
| 8   | Детский центр — Спартановка                   | 7 мая 2022 года       | |
| 8К  | Детский центр — Нижний посёлок ВгТЗ           | 21 октября 2023 года  | Временный маршрут на период реконструкции скоростного трамвая. Работал по будням                                  |
| 8Р  | Площадь Титова — Спартановка                  | 2003 год              | |
| 9А  | Детский центр — Нижний посёлок ВгТЗ           | 1 сентября 2022 года  | Перенумерован в № 9                                                                                               |
| 11  | Рыбокомплекс — Больничный комплекс            | 10 октября 2015 года  | |
| 12  | Детский центр — Спартановка                   | 1 января 2022 года    | Перенумерован в № 8                                                                                               |
| 12А | Детский центр — площадь Титова                | 1 апреля 2004 года    | |
| 13  | Детский центр — площадь Куйбышева             | 1 апреля 2004 года    | |
| 14  | Речной вокзал — Больничный комплекс           | 1 декабря 2011 года   | Работал с апреля по ноябрь                                                                                        |
| 15  | Железнодорожный вокзал — Больничный комплекс  | 29 августа 2017 года  | |
| 15Э | Больничный комплекс — ТРЦ «Акварель»          | 14 октября 2022 года  | Тестовый электробусный маршрут, работал с 28 сентября по 14 октября 2022 года                                     |
| 16  | Железнодорожный вокзал — Речной вокзал        | 1 ноября 2011 года    | |
| 17  | Закавказская — Тополёвая                      | Конец 2000 года       | |
| 18  | Обувная фабрика — Тополёвая                   | 15 апреля 2017 года   | Заменён электробусом номер 15.                                                                                    |
| 59  | Спартановка — Больничный комплекс             | 10 апреля 2020 года   | Работал 5 дней во время пандемии COVID-19. Самый длинный когда-либо существовавший в городе троллейбусный маршрут |

## Троллейбусные депо

### Действующие
- Троллейбусный парк в Краснооктябрьском районе (проспект Ленина, 94а), обслуживающий маршруты 8А, 9, 10, 10А, 15А + электробусный маршрут 15. . С 31 декабря 1960 года до 1 ноября 2015 года — троллейбусное депо № 4.
- Депо № 6 в Кировском районе (ул. Тополёвая, 2а). С 15 сентября 1999 года до 15 апреля 2017 года функционировал в качестве троллейбусного депо № 6, а с 1 мая 2015 года по 16 февраля 2016 года − троллейбусного участка (отделения) № 2 депо № 3. С 16 апреля 2017 года по 18 октября 2023 года находился в состоянии консервации. Данное подразделение обслуживало троллейбусные маршруты 17 (до конца 2000 года), 18 (до 15 апреля 2017 года). С 19 октября 2023 года был расконсервирован и в настоящее время обслуживает электробусный маршрут 15.

### Закрытые
- Отделение троллейбусного парка в Дзержинском районе (ул. Землячки, 7), функционирующее в качестве ремонтной базы с 1 июня 2017 года. С 16 апреля 1983 года до 1 ноября 2015 года — троллейбусное депо № 1.

- Троллейбусный участок (отделение) № 1 депо № 3 в Красноармейском районе (ул. 40 лет ВЛКСМ, 66), существовавший с 1 мая 2015 года по 18 февраля 2016 года. С 27 марта 1969 года до 1 мая 2015 года функционировал в качестве троллейбусного отделения (троллейбусного депо) объединённого трамвайно-троллейбусного депо № 3. Данное подразделение обслуживало маршруты 5 (до 16 сентября 1997 года), 6 (до 19 февраля 2016 года).

## Подвижной состав

### Действующие пассажирские троллейбусы
- Тролза-5275.03 «Оптима»
- Тролза-5275.05 «Оптима»
- БKM 32100D
- ВМЗ 5298.01 "Авангард"
- ЗиУ-682Г-016 (012)
- ЗиУ-682В [В00]
- ЗиУ-682Г [Г00]
- ЗиУ-682В-012 [В0А]
- ЗиУ-682Г-012 [Г0А]
- ЗиУ-682 КР ВЗТМ
- Волгоградец-5288
- ЗиУ-682 (ВЗСМ)
- ЗиУ-682Г-014 [Г0Е]
- ЗиУ-682Г-016 (018)
- ВЗТМ-5284
- ЗиУ-682В
- ЗиУ-682В-013 [В0В]
- ЗиУ-682ГН

### Троллейбусы, выведенные из эксплуатации
- ЗиУ-11
- ЗиУ-5
- ЗиУ-5Г
- ЗиУ-5Д
- ЗиУ-620501
- ЗиУ-620520
- ЗиУ-682*
- ЗиУ-682Б
- ЗиУ-682В1
- ЗиУ-682В10
- ВМЗ-5298.01 (ВМЗ-463)
- МТБ-10
- МТБ-82Д
- Тролза-62052.01 [62052Б]
- Тролза-62052.02 [62052В]
- КТГ-2

### Троллейбусы и электробусы, проходившие испытания
- Тролза-5265.03 «Мегаполис»
- Volgabus-5270.E0

### Служебные троллейбусы
- КТГ-1
- КТГ-2

## Конечные станции и остановки

### Действующие
| № | Название                  | Район             | Маршрут(ы) |
| - | ------------------------- | ----------------- | ---------- |
| 1 | Оптово-строительный рынок | Советский         | 8А         |
| 2 | Площадь Куйбышева         | Советский         | 10, 15А    |
| 3 | Детский центр             | Центральный       | 9          |
| 4 | Жилгородок                | Дзержинский       | 10, 10А    |
| 5 | Больничный комплекс       | Дзержинский       | 15А        |
| 6 | Нижний посёлок ВгТЗ       | Тракторозаводский | 9          |
| 7 | Спартановка               | Тракторозаводский | 10А        |
| 8 | Инструментальный завод    | Тракторозаводский | 8А         |

### Резервные и служебные
- Улица Землячки
- Улица Хорошева
- Школа № 33
- Улица Симонова
- Улица Джаныбековская
- Улица Новороссийская
- Новая Спартановка
- Школа № 12
- Улица Титова
- Рынок ВгТЗ (Колхозный рынок)
- Улица Тарифная
- Площадь Титова
- Площадь Возрождения
- Троллейбусный парк
- Стадион «Волгоград-Арена» (Центральный стадион)
- Улица Гагарина
- Железнодорожный вокзал
- Улица Ленина
- Памятник морякам-североморцам (Пивзавод)

## Теракт 30 декабря 2013 года

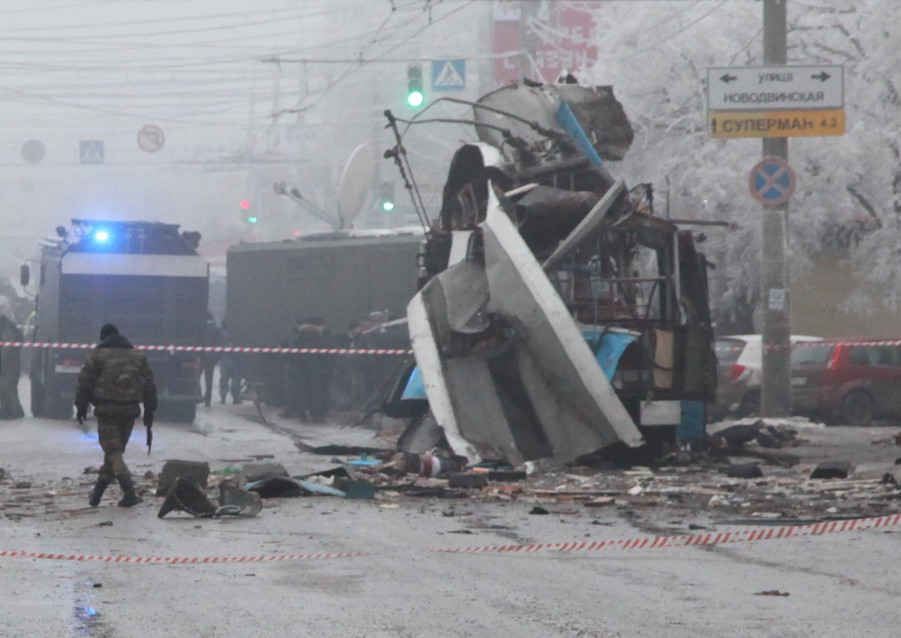
Троллейбус № 1233 после теракта

В понедельник 30 декабря 2013 года троллейбус № 1233 двигался по маршруту 15A от остановки «Больничный комплекс» из спального района «Семь ветров» в центр города и далее до остановки «Площадь Куйбышева». В 8:25 по московскому времени (по другим данным — около 8:10, в 8:10, в 8:23) он проезжал мимо домов № 122 и 124 по ул. Качинцев, недалеко от остановки «Колледж бизнеса» и Качинского рынка. В этот момент в салоне произошёл взрыв мощностью около 4 кг в тротиловом эквиваленте. По предварительным данным, бомбу привёл в действие террорист-смертник. Также рассматривается версия о подрыве взрывного устройства, заложенного в салоне троллейбуса. Троллейбус полностью разрушен. На месте происшествия погибли 11 человек, при транспортировке в больницы умерли ещё 3 человека. Госпитализировано 27 пострадавших, в том числе грудной ребёнок. В последующие дни в больнице скончались два человека, 6 пациентов были эвакуированы в Москву.
Этот террористический акт стал третьим за последние 3 месяца в Волгограде после взрыва в автобусе 21 октября и взрыва на вокзале 29 декабря.

## Примечание
1. ↑  При наличной оплате
2. ↑  По банковской карте
3. ↑  По транспортной карте «Волна»
4. ↑  Волгоградский троллейбус. Яндекс Дзен | Платформа для авторов, издателей и брендов. Дата обращения: 14 апреля 2020. Архивировано 10 декабря 2019 года.